# Franz Tausend
Franz Seraph Tausend (* 5. Juli 1884 in Krumbach (Schwaben); † 9. Juli 1942 in Schwäbisch Hall) war ein Alchemist, der in den 1920er Jahren behauptete, Gold durch Transmutation herstellen zu können. Zur Finanzierung seiner Forschungen gewann er überwiegend Wirtschaftsführer des rechten Spektrums. Nutznießer seiner finanziellen Manipulationen war eine Gruppe von völkischen und nationalsozialistischen Politikern um General Erich Ludendorff. 1931 wurde Tausend als Betrüger verurteilt. Er starb während der Verbüßung einer weiteren Haftstrafe im Gefängnis.

## Leben

### Bis 1920
Franz Tausend war das fünfte Kind von Athanasius und Maria Tausend, geborene Böller. Der Vater, zunächst Klempner, verdiente später seinen Lebensunterhalt als Wunderheiler, der Tiere und Menschen „besprach“. 1888 zog er mit der Familie nach Aubing. Nachdem die Ausbildung zum Volksschullehrer an einer Präparandenanstalt in Freising und der Besuch der Königlich Bayerischen Unteroffiziersschule in Bruck gescheitert waren, erlernte Franz Tausend bei seinem Vater das Klempnerhandwerk und absolvierte anschließend eine Drogistenlehre in Hamburg. In dieser Zeit begann er sich erstmals mit kabbalistischen und alchemistischen Schriften zu beschäftigen.
Nach seinem Militärdienst beim 4. Königlich Bayerischen Infanterie-Regiment in Metz nahm er verschiedene Gelegenheitsarbeiten an, darunter als Kontrolleur in einer chemischen Fabrik. Schon damals scheint Tausend Hochstapelei betrieben zu haben. So benutzte er Visitenkarten mit der Bezeichnung „Dr. Franz Tausend, Chemiker“. 1913 gründete er in Ludwigshafen eine „Wissenschaftliche Geigen-Prüfstelle“ und entwickelte eine Methode, die gewöhnlichen Geigen angeblich den Klang einer Stradivari geben sollte. Das „Geheimverfahren“ bestand darin, die Geigen mit altem Lack zu bepinseln, und war wirtschaftlich ein Fehlschlag.
Am Ersten Weltkrieg nahm er als Unteroffizier, zuletzt im Rang eines Sergeanten, teil und arbeitete bei Kriegsende 1918 im frontfernen Münchner Militärbauamt, wo es zu finanziellen Unregelmäßigkeiten gekommen sein soll. 1918 gründete er einen „Bund der Familienfreunde“, der für seine Mitglieder Lebensmittel beschaffen sollte. Laut Münchener Post vom 24. Januar 1929 soll Tausend damals die Geldeinlagen der Bundesmitglieder unterschlagen haben. Er heiratete eine ehemalige Kellnerin, die im Bayerischen Kriegsministerium tätig war und die er schon seit der Vorkriegszeit kannte, und leistete mit dem Geld die Anzahlung für ein kleines Gut bei Regensburg, wo er sich vergeblich als Landwirt versuchte.
Zeitgenössische Darstellungen beschreiben sein äußeres Erscheinungsbild so:

„Franz Tausend war ein schmächtiger Mann mit länglichem Gesicht, betonten Backenknochen, braunem Haar und einer Stirn, die ein wenig zu tief zu sitzen schien und seine großen grauen Augen überschattete. Seine Stimme – er sprach leise und langsam, mit einer fast weiblichen Klangfarbe – war angenehm und einschmeichelnd.“

### Tausends chemische „Forschungen“
1920 erwarb Tausend eine Villa in Obermenzing, in der er 1921 ein Laboratorium einrichtete. 1922 veröffentlichte Tausend im Selbstverlag die Broschüre „180 Elemente, deren Atomgewichte und Eingliederung in das harmonisch-periodische System“. Das Buch war eine Mischung aus halbverdauten angelesenen wissenschaftlichen Tatsachen und phantasievollen Theorien. Tausends Vorstellung nach sei die moderne Chemie falsch. Metalle seien organische Stoffe, die bei richtiger Behandlung wie Pflanzen wachsen könnten. Ferner hätten alle Elemente eine eigene „Schwingungszahl“ und könnten wie musikalische Akkorde harmonisch verbunden werden. Und wie Akkorde transponiert werden könnten, so könnten auch alle Elemente umgewandelt werden. Einige Jahre später bezeichnete ein Sachverständiger das Büchlein als „Phantasie eines ungebildeten Laien, der nicht logisch denken kann.“
Zweck des Buches war es, Geldgeber für seine Experimente zu gewinnen, was aber nicht gelang. Deshalb versuchte Tausend zunächst in seinem Kleinlaboratorium Kochsalz in Morphium und Lehm in Aluminium und Zinn zu verwandeln. Außerdem experimentierte er mit neuen Methoden zur Erzeugung von Nickellegierungen und Feinstahl und versuchte sich an Mitteln gegen Maul- und Klauenseuche sowie Blattläuse, alles ohne Erfolg. Nach dem Tode seines Bruders erwarb Tausend 1923 unter umstrittenen Umständen dessen Vermögen und ein Haus in Aubing, nachdem er diesen auf dem Totenbett veranlasst hatte, Frau und Sohn zu enterben.
Über eine Zeitungsanzeige kam Tausend in Kontakt mit dem jungen Rechtsreferendar Rudolf („Rolf“) Rienhardt. Dieser war seit seiner Jugend Mitglied völkischer Organisationen, seit Mai 1923 NSDAP-Mitglied und Mitte der 1920er-Jahre Mitbesitzer der Zeitung Völkischer Kurier, des „Kampfblattes“ der Nationalsozialistischen Freiheitsbewegung. Später wurde er Rechtsberater des nationalsozialistischen Eher-Verlags und nach 1933 ein führender NS-Pressefunktionär. 1924 war Rienhardt 21 Jahre alt und gerade mit der Frau eines preußischen Gutsbesitzers durchgebrannt, deren Geld er jetzt gewinnbringend anlegen wollte. Man gründete die „Tausend und Rienhardt G.m.b.H. zur Verwertung von Erfindungen“, die Rienhardts „Verlobte“ mit einem Kredit von 90.000 Reichsmark finanzierte.

### Als „Goldmacher“
Um die Unterstützung Rienhardts nicht zu verlieren, erklärte Tausend Anfang 1925 erstmals, er könne auf chemischem Wege Gold herstellen. Rienhardt nahm Tausends Aussage ernst und sah in der industriellen Herstellung von Gold die Möglichkeit, Deutschlands finanzielle Bedrängnis durch die Reparationsforderungen des Versailler Vertrags zu lösen. Deshalb wandte er sich in Berlin an den Reichspräsidenten Paul von Hindenburg, allerdings vergeblich. Darüber hinaus suchte er einigen Zeitungsberichten zufolge in der Reichskanzlei Kontakt zur Regierung Luther, wo er aber an General Erich Ludendorff als „Treuhänder“ des Reiches verwiesen wurde. Ludendorffs einzige Vorsichtsmaßnahme vor seinem persönlichen Engagement war die Prüfung von Tausends Verfahren durch Johannes Kummer, einen angeblichen „Fachmann“ aus seinem politischen Umfeld. Dieser war abgebrochener Chemiestudent ohne Abschluss, betrieb aber dennoch in Freiberg (Sachsen) ein biologisch-chemisches Laboratorium.
Tausend wandte verschiedene Methoden zur angeblichen Goldherstellung an. Zwei der Verfahren werden in der Literatur näher beschrieben:

„Er operierte mit zwei Lösungen, die er während seiner Versuche dem Zuschauer in allen Einzelheiten beschrieb. Die eine bestand aus Bleichlorid, das in Kaliumhydrozyd geschmolzen worden war – nach dem Kaltwerden wurde die Masse mit einer Paraffinschicht überzogen. Die andere Lösung bestand aus Kalium, Natrium, Paraffin und Quecksilber; Tausend ließ sie stehen, bis sie hart war. Die Herstellung dieser beiden Legierungen war jedoch nur die Vorstufe für das eigentliche Experiment des Goldmachens. Eine kleine Menge der Lösung Nr. 1 wurde eingeschmolzen, bis sie eine dunkelrote Farbe zeigte; bei der Abkühlung wurde sie gelb, wobei sich kleine Kristallnadeln bildeten. Dieser Schmelz- und Kühlvorgang wurde zweimal wiederholt. Nun fügte Tausend ein paar Gramm der zweiten Lösung hinzu, und die Mischung wurde wiederum erhitzt; nach dem Abkühlen zeigten sich goldgelbe Kristalle. Erhitzen und Abkühlen wurde wiederholt. Zum Schluß brach Tausend die metallartige Masse auseinander – und siehe da, auf dem Boden des Schmelztiegels lagen ein paar winzige Kügelchen, die wie Gold aussahen.“

Mit Ludendorff als Aushängeschild fanden sich schnell zahlreiche Investoren aus dem Kreis der „sich um die Nationalsozialistische Partei drängenden reichen Bürger“. Einer der Investoren beschrieb das später so: „Eine Sache, in der Ludendorff so stark engagiert war, schien so gut wie sicher.“ Im Oktober 1925 wurde nun die „Gesellschaft 164“ unter sachkundiger Anleitung von Justizrat Christoph Schramm (1871–1966) als juristischem Vertreter Ludendorffs gegründet. Syndikus der Firma wurde der Rechtsanwalt August Buckeley, ehemaliger nationalsozialistischer Stadtrat in München. Ferner achtete Ludendorffs Stiefsohn Heinz Pernet, Mitangeklagter im Hitler-Prozess 1924, darauf, dass die Interessen seines Stiefvaters gewahrt blieben. Geldgeber waren zahlreiche, meist rechts gerichtete Industrielle und Fabrikanten, unter anderem der Großkaufmann Adolf Held aus Bremen, der Freiberger Johann Küchenmeister, der an der Vorbereitung des Rathenaumords 1922 beteiligt war, der Berliner Ingenieur und Stahlfabrikant Alfred Mannesmann, Wilhelm Peters, Erich Watrin und Freiherr von Plattenberg-Mehrum aus Köln, Richard von Schoeller und sein Neffe Philipp Alois von Schoeller aus Wien, der Kaufmann Otto Tietgen und der Tabakfabrikant Johann Wilhelm von Eicken aus Hamburg sowie der Bankdirektor Leopold Osthoff aus München. „Nationalsozialisten als Geldgeber“, so fasste später die Kölnische Volkszeitung diese illustre Gruppe zusammen.
Die neu gegründete Gesellschaft begann ihre Tätigkeit mit 500.000 Mark Schulden, denn Ludendorff hatte einfach einen Teil seiner Gläubiger mit Firmenanteilen der nie offiziell eingetragenen GbR abgefunden. Nach dem Gesellschaftsvertrag sollte Ludendorff 75 % des Gewinns der Tausendschen Goldproduktion bekommen, Tausend selbst nur 5 %. 8 % sollten die Mitarbeiter, 12 % die Geldgeber erhalten. Da aber die Gesellschaft keine Gewinne erwirtschaftete, wurden die entsprechenden Summen aus den Einzahlungen der Geldgeber bestritten. Ludendorff sollte laut Gesellschaftsvertrag seinen Anteil „für vaterländische Zwecke und zum Besten des deutschen Volkes“ verwenden. Rechenschaft über den Verbleib des Geldes musste er aber nicht abgeben. In der Praxis wurde die „Gesellschaft 164“ als Geldwaschanlage für illegale Parteispenden benutzt und der überwiegende Teil des Geldes von Ludendorff zur Finanzierung des defizitären NS-Parteiblatts Völkischer Kurier verwandt.
Ende 1925 verlegte die „Gesellschaft 164“ ihren Sitz und das Laboratorium in das Forsthaus Gilching. Im Dezember 1926 nahm der inzwischen misstrauisch gewordene Ludendorff eine bevorstehende schwere Operation zum Anlass, sich aus der Gesellschaft zurückzuziehen, was zu deren Auflösung führte.
Franz Tausend gründete daraufhin im Januar 1927 die „Chemische Studiengesellschaft Tausend e. V.“ mit Sitz in Frankfurt am Main. Diese erwarb 1928 zur Unterstützung des in Konkurs geratenen Freiberger Unternehmers Johannes Küchenmeister dessen ehemalige Flachsaufbereitungsanstalt auf dem Gelände der stillgelegten Zeche Himmelfahrt Fundgrube in Freiberg zu einem deutlich überhöhten Preis von 150.000 RM und richtete darin ein weiteres Laboratorium ein. Tausend warb zu dieser Zeit auch für die Herstellung von Gold mittels von ihm konstruierter Heimapparate durch Arbeitslose. Außerdem ließ er weitere Anleger durch eine Art Schneeballsystem werben und begann wertlose „Goldgutscheine“ zu verkaufen.
Zum Ende der 1920er Jahre war Tausend Besitzer mehrerer Schlösser, darunter der Ansitz Paschbach, das Schloss Eppan und das Schloss Tharandt. Letzteres ließ er aufwendig modernisieren, ohne die Handwerker zu bezahlen, und unterhielt unweit davon in Dresden eine komfortable Etagenwohnung. Zudem hatte er 1927 vom Unternehmer Meinhold dessen Münchner Villa Romanstraße 25 gegen Überlassung von Unternehmensanteilen erworben. Dazu kamen zahlreiche Industrieanlagen. In der Regel wurden die Gebäude und Grundstücke auf den Namen von Tausends Frau eingetragen und unmittelbar nach dem Kauf durch Grundschulden hoch beliehen, oft weit über den Kaufpreis hinaus.
Im November 1928 beriefen die Anleger im Berliner Kaiserhof eine Gesellschafterversammlung der „Chemischen Studiengesellschaft Tausend“ ein, zu der Tausend nicht erschien. Die Anleger sahen sich um ihre Gelder geprellt und erkannten, einem Scharlatan aufgesessen zu sein. Anfang 1929 wurde das Konkursverfahren über die Studiengesellschaft eröffnet und Tausend floh vor seinen Gläubigern nach Paschbach. In München wurde gegen ihn Haftbefehl erlassen und Tausend zur Fahndung ausgeschrieben.
Bereits im Oktober 1928 hatte sich Tausend um den Verkauf seines Verfahrens an den italienischen Staat bemüht. Dazu nahm er Kontakte zu Tommaso (Maso) Bisi auf, zu dieser Zeit Unterstaatssekretär im italienischen Wirtschaftsministerium, der persönliche Verbindungen zu Mussolini besaß. Bei der Prüfung seines sogenannten „Thermit-Verfahrens“ zur Goldgewinnung aus Blei wurde Tausend 1928 vom italienischen Chemiker und Erfinder Quirino Sestini als Betrüger entlarvt. Seine deutschen Geldgeber erfuhren von diesen Vorgängen erst 1931.

### Verhaftung und Prozess
Nach einem Verkehrsunfall auf dem Brenner wurde Tausend in Paschbach im Januar 1929 von den italienischen Behörden wegen Fahrerflucht festgenommen und am 4. Juni 1929 in die Haftanstalt Neudeck überstellt. Am 3. Oktober 1929 führte der Untersuchungshäftling Tausend unter gerichtlicher Aufsicht im Münchner Hauptmünzamt mit überraschendem Erfolg sein Verfahren zur Goldherstellung aus Blei vor. Später wurde darüber spekuliert, ob das dabei gewonnene Gold über Zigaretten eingeschmuggelt oder aus der Goldfeder seines Federhalters stammte. Der daraufhin von seinem Verteidiger Anton Graf von Pestalozza gestellte Antrag auf Haftentlassung wurde allerdings abgelehnt. Und ein Journalist stellte die Frage:

„Warum hat sich Herr Tausend nicht auf diese Weise, als er noch in Freiheit war, selbst finanziert? Wer mit einfachen Methoden in einem fremden Laboratorium in einigen Stunden Gold machen kann, braucht der noch Finanzleute?“

Der Staatsanwalt, August Schäfer, brauchte zwei Jahre, um Beweismaterial gegen Tausend zu sammeln. Erst im Januar 1931 wurde in München der Prozess eröffnet. „Seit 1924“, so die Anklageschrift, „hat der Angeklagte ausschließlich von Betrug gelebt. Er ist ein internationaler Hochstapler von Format.“ Die Arbeit der Anklagebehörde war so schwierig, da außer einem Geldgeber kein Opfer von Tausend zur Aussage gegen ihn bereit war. Von den etwa 50 als Zeugen vorgeladenen ehemaligen Mitgliedern der „Gesellschaft 164“ erschienen die prominentesten nicht, die meisten anderen bezeichnen sich als „ungeschädigt“. Zum Schaden soll nicht auch noch der Spott kommen. „Tausends Verhaftung ist höchst bedauerlich“, erklärte ein ehemaliger Mitarbeiter Tausends, „denn wenn er jetzt in Freiheit wäre, besäße Deutschland riesige Goldreserven.“
Am 5. Februar 1931 wurde Tausend wegen Betrugs zu einer Haftstrafe von drei Jahren und acht Monaten verurteilt. In seiner Urteilsbegründung stellte das Gericht allerdings fest, dass auch Tausend ausgenützt worden sei. Von den in seine Unternehmungen eingezahlten Beträgen, die je nach Schätzung zwischen 1,37 und 2,5 Millionen Mark lagen, habe er „nur den geringsten Teil erhalten.“ Dabei habe es sich aber dennoch um rund 460.000 Mark gehandelt.

### Ab 1933
Im Februar 1933 wurde Tausend nach Verbüßung der vollen Strafe aus der Haft entlassen. Unbeirrt nahm er seine Goldmacher-Tätigkeit wieder auf. „Franz Tausend will wieder ‚Gold’ machen – Gold aus Salz“, titelte die München-Augsburger Abendzeitung vom 3. April 1933. Da die Versuche auch weiterhin zu keinem nachweisbaren Erfolg führten, hielt sich Tausend daneben mit kleinen Betrügereien über Wasser. 1938 wurde er in Stuttgart deswegen zu drei Jahren Zuchthaus und Sicherungsverwahrung verurteilt.
Dass Tausend, wie gelegentlich behauptet, für seine Versuche ins Konzentrationslager überführt wurde, ist nicht belegt. Ferner soll er Mitte der 1930er-Jahre seine Experimente im Dienst von Heinrich Himmler auf dem Gelände des Prinz-Albrecht-Palais durchgeführt haben, woran sich Adolf Eichmann in seinen in israelischer Haft verfassten Memoiren erinnert. Auch in diesem Fall fehlen weitere Belege. Aller Wahrscheinlichkeit nach ist Eichmann eine Verwechslung mit dem tatsächlich dort gefangen gehaltenen Goldmacher Heinz Kurschildgen unterlaufen. Kurschildgen war 1935 nachweislich Sonderhäftling in der Gestapozentrale, Prinz-Albrecht-Straße 8, in Berlin und 1936 im KZ Columbia. Franz Tausend ist dagegen in den Häftlingslisten nicht aufgeführt.
Tausend starb 1942 als Häftling im Landesgefängnis Schwäbisch Hall.

## „Goldmacher“ als Zeitgeist-Phänomen
Die Behauptung Tausends wirkte im damaligen wissenschaftlichen Kontext gar nicht einmal besonders exotisch. Der Nobelpreisträger Fritz Haber versuchte in diesen Jahren, Gold aus Meerwasser zu gewinnen, und der Professor an der TH Charlottenburg Adolf Miethe erregte zwischen 1924 und 1926 Aufsehen mit seinen Versuchen, Gold aus Quecksilber zu synthetisieren. Dasselbe Ziel verfolgte ab 1924 der japanische Physikprofessor Hantaro Nagaoka mit starken elektrischen Feldern. In den USA schließlich war seit 1897 die Aktiengesellschaft „Argentaurum Company“ des Metallurgen Stephen H. Emmens aktiv, die angeblich eine künstliche Goldsilbermischung produziert und an die United States Mint verkauft hatte.
Zahlreich waren auch die „Goldmacher“ ohne wissenschaftlichen Hintergrund. 1926 wurde Hans Unruh in München wegen Betrugs zu einer mehrjährigen Gefängnisstrafe verurteilt. Er hatte ab 1924 vorgegeben, Gold durch Stromzufuhr aus gewöhnlichem Salz gewinnen zu können, und damit zahlreiche Investoren finanziell übervorteilt.
Erstaunliche Parallelen zur Geschichte Tausends weist der Fall des Hildener Alchemisten Heinz (manchmal: Heinrich) Kurschildgen auf. Er war schon 1922/23 als Goldmacher aufgetreten und nach seiner Entlarvung für geisteskrank erklärt worden. Ende der 1920er-Jahre bekam er dann Kontakt zu Graf Perponcher, einem hohen Funktionär der Deutschnationalen Volkspartei, der für das Projekt Geldgeber warb. Auch hier war geplant, mit dem erwarteten Gewinn die Reparationsschulden Deutschlands zu bezahlen. 1931 wurde Kurschildgen wegen 15-fachen Betrugs zu 18 Monaten Gefängnis verurteilt. Kurschildgen suchte nach 1933 Kontakt zu den regierenden Nationalsozialisten. Joseph Goebbels notierte im Januar 1935 in sein Tagebuch: „Himmler ist auf einen Gold- und Benzinmacher Kurschildgen hereingefallen. Wollte mich auch beschwindeln. Ich hab ihn gleich erkannt.“ Kurschildgen wurde von der Gestapo verhaftet und als Sonderhäftling in die Gestapozentrale in Berlin gebracht, wo er in einem kleinen Schuppen seine Experimente fortführen musste. Als er kein brauchbares Ergebnis liefern konnte, erhielt er eine mehrjährige Zuchthausstrafe.
Ende 1937 schließlich trafen Heinrich Himmler und Oswald Pohl in München den angeblichen Goldmacher Karl Malchus, richteten diesem ein Laboratorium in dem dem Konzentrationslager Dachau angegliederten SS-Übungslager ein und bezahlten ihn aus dem Etat des persönlichen Führungsstabs Himmlers. Malchus wollte Gold aus Isarkies herstellen. Nachdem auch diese Versuche ergebnislos geblieben waren, wurde er einfach für vier Monate als Häftling ins KZ Dachau überführt. Anfang der 1950er-Jahre versuchte Malchus noch einmal, mit seiner Idee Geldgeber zu gewinnen.

## Mediale und künstlerische Verarbeitung
Schon unmittelbar nach der Verhaftung Tausends und während des anschließenden Prozesses wurde der „Goldmacher“-Fall in der breiten Öffentlichkeit diskutiert und künstlerisch verarbeitet. Franz Tausend wurde in mehreren Büchern beschrieben und in zahlreichen Gedichten, Satiren und Karikaturen behandelt. Der Simplicissimus widmete dem Fall sogar mehrere Titelseiten, so in der Ausgabe vom 11. November 1929, wo Ludendorff und die anderen Investoren als Esel dargestellt wurden. Und auf dem Titel der Ausgabe vom 9. Februar 1931 ließ der Zeichner Ludendorff klagen:

„Ja, ja, lieber Meister Tausend, wir beide hätten Deutschland sicher gerettet, wenn nicht wieder so ein verdammter Dolchstoß dazwischengekommen wäre.“

Alfred Kerr widmete dem Fall eine Radioglosse, Erich Kästner erwähnt ihn in seinem Zeitgedicht „Herbst, vom Zug aus“. Und Erich Weinert reimte etwas ungelenk, aber mit bitterem Spott:
Da hat sich ein Herr ihm vorgestellt:

Der sagte: Herr Ludendorff, brauchense Geld?

Ich bin der Goldmacher Tausend!

Ei der Tausend! sagte Ludendorff da.

Wo haben Sie die Muster, mein Lieber?

Herr Tausend sagte: Bitte! Eins a!
Schon 1932 gab es das erste Theaterstück über den „Goldmacher Tausend“. Auch der Dramatiker Ferdinand Bruckner arbeitete an dem Stoff, gab ihn aber zugunsten von „Timon und das Gold“ 1932 auf. Und in seinem Kolportageroman Hundertmark. Die Geschichte einer Tiefstapelei. (Berlin 1934) transponierte der Schriftsteller Friedrich Reck-Malleczewen Tausends Werdegang in die Geschichte seines Helden „Friedrich Percyval Hundertmark“, wobei der Titelheld „aus einem wahlverwandtschaftlichen Konnex“ geschildert wird.
1969 schließlich wurde Tausends Geschichte unter dem Titel „Goldmacher Tausend“ von Theo Mezger und Gustav Strübel für den Süddeutschen Rundfunk (SDR) verfilmt. Die Hauptrolle spielte Rudolf Wessely. In den 1980er-Jahren sollte seine Geschichte unter dem Titel „Der Goldmacher“ mit dem Sänger Falco in der Rolle des Tausend verfilmt werden. Das Projekt blieb unrealisiert.
In Gilching, wo Tausend am Steinberg Nr. 123 ein Geheimlabor unterhielt, wurde 1957 ein Weg am Steinberg in Erinnerung daran „Goldmacherweg“ benannt.
Der Betrüger Dr. Toussaint alias Fredi Schmerbeck aus Robert Hültners Roman „Inspektor Kajetan und die Betrüger“ hat Franz Tausend zum Vorbild.
2020 erschien der Roman „Die goldenen Jahre des Franz Tausend“ von Titus Müller.

## Publikationen
- 180 Elemente, deren Atomgewichte und Eingliederung in das harmonisch periodische System, Selbstverlag, Obermenzing 1922